# Forces armées kazakhes
Les Forces armées kazakhes (en kazakh : Қазақстанның Қарулы күштері / Qazaqstannıñ Qaruwlı küşteri) constituent une force de défense constituée d'une armée de terre, d'une armée de l'air, d'une marine et d'une garde républicaine. Elles furent fondées en 1992 après la dissolution de l'URSS. Ses quartiers-généraux sont situés à Astana.
La politique de défense kazakhe, fondée sur la Constitution du pays, vise à garantir et préserver l'indépendance et la souveraineté de l'État ainsi que de l'intégrité de son territoire, de ses eaux territoriales, son espace aérien et son ordre constitutionnel. Le Kazakhstan est un membre fondateur de l'Organisation du traité de sécurité collective (OTSC) et de l'Organisation de coopération de Shanghai (OCS). Le Kazakhstan a également un plan d'action individuel pour le Partenariat avec l'OTAN et est en coopération stratégique avec les forces armées turques.
Le commandant en chef des forces armées est le président Kassym-Jomart Tokaïev et le ministre de la Défense est actuellement Adilbek Dzhaksybekov (en) depuis 2009. Elles ont un budget de 1 502 milliards de dollars en 2010, soit 1,1 % du PNB pour 65 800 à 100 000 personnels actifs et 237 000 réservistes.

## Équipement
Son équipement est en grande partie hérité des unités de l'Armée rouge stationnées sur le territoire kazakh après la dissolution de l'URSS en 1991.

### Armée de terre
Chiffres de International Institute for Strategic Studies en 2013 et en 2022.

#### Chars/blindés
| Type                                  | Modèle             | Origine                     | 2013 | 2022           | Remarques                       | Photos |
| ------------------------------------- | ------------------ | --------------------------- | ---- | -------------- | ------------------------------- | ------ |
| Char de combat principal              | T-72B / T-72BA     | Union soviétique - Russie   | 300  | 350            |                                 |        |
| Véhicule de combat d'infanterie       | BMP-2              | Russie                      |      | 280            |                                 |        |
| Véhicule de combat d'infanterie       | BTR-80A            | Union soviétique - Russie   | 107  | 70             |                                 |        |
| Véhicule de combat d'infanterie       | BTR-82A            | Russie                      | 70   | 63             |                                 |        |
| Véhicule de combat d'infanterie       | BRM-1              | Union soviétique            | 140  | 60             |                                 |        |
| Véhicule de transport de troupes      | MT-LB              | Union soviétique - Russie   | 180  | 50             |                                 |        |
| Véhicule de transport de troupes      | BTR-80             | Union soviétique - Russie   |      | 150            |                                 |        |
| Véhicule de transport de troupes      | BTR-3E             | Ukraine                     |      | 2              |                                 |        |
| Véhicule de reconnaissance            | BRDM-2             | Union soviétique - Russie   | 40   | 40             |                                 |        |
| Véhicule de reconnaissance            | BPM-97             | Russie                      | 80   |                |                                 |        |
| Véhicule blindé utilitaire            | Otokar Cobra       | Turquie                     | 17   | +12            |                                 |        |
| Véhicule blindé utilitaire            | Arlan              | Afrique du Sud - Kazakhstan |      | 101            | Marauder construit sous licence |        |
| Véhicule de combat de soutien de char | BMPT               | Russie                      | 10   | 10             |                                 |        |
| Véhicule anti char                    | 9K114 Chtourm      | Russie                      |      | 6              | Utilise le châssis du MT-LB     |        |
| Véhicule blindé utilitaire antichar   | HMMWV avec Konkurs | États-Unis - Russie         | 54   | Nombre inconnu |                                 |        |

#### Artillerie
| Type                                   | Modèle           | Origine                   | 2013                  | 2022           | Remarques  |
| Automoteur                             | Automoteur       | Automoteur                | Automoteur            | Automoteur     | Automoteur |
| -------------------------------------- | ---------------- | ------------------------- | --------------------- | -------------- | ---------- |
| Obusier automoteur                     | 2S1 Gvozdika     | Union soviétique - Russie | 74                    | 60             | 122 mm     |
| Obusier automoteur                     | 2S3M Akatsiya    | Union soviétique - Russie | 89                    | 60             | 152 mm     |
| Obusier automoteur                     | Semser           | Israël                    |                       | 6              | 122 mm     |
| Mortier automoteur                     | 2S9              | Union soviétique - Russie | 26                    | Nombre inconnu | 120 mm     |
| Mortier automoteur                     | Cardom           | Israël                    |                       | 18             | 120 mm     |
| Mortier automoteur                     | 2S4              | Union soviétique - Russie | 19                    | Nombre inconnu | 240 mm     |
| Lance roquettes multiple               | BM-21 Grad       | Union soviétique - Russie | 140 + 50 (en réserve) | 80             | 122 mm     |
| Lance roquettes multiple               | BM-27 Uragan     | Union soviétique - Russie | 180                   | Nombre inconnu | 220 mm     |
| Lance roquettes multiple               | BM-30 Smerch     | Union soviétique - Russie | 6                     | 6              | 300 mm     |
| Lance roquettes multiple               | Lynx (en)        | Israël                    |                       | 18             | 300 mm     |
| Lance roquettes multiple thermobarique | TOS-1A           | Union soviétique - Russie | 3                     | 3              | 220 mm     |
| Missile balistique tactique            | OTR-21 Tochka    | Union soviétique          | 12                    | 12             |            |
| Artillerie tractée                     |                  |                           |                       |                |            |
| Obusier tracté                         | D-30             | Union soviétique          | 400                   | 100            | 122 mm     |
| Obusier tracté                         | 2A65             | Union soviétique          | 90                    | 70             | 152 mm     |
| Obusier tracté                         | 2A36 Guiatsint-B | Union soviétique          | 180                   | Nombre inconnu | 152 mm     |
| Obusier tracté                         | D-20             | Union soviétique          |                       | 24             | 152 mm     |
| Canon anti char                        | MT-12            | Union soviétique          | 125                   | 20             | 100 mm     |
| Mortier                                | 2B11/M-120       | Union soviétique          | 145                   | 45             | 120 mm     |

#### Commandements régionaux
4 commandements régionaux :

Les commandements régionaux du Kazakhstan.

- Commandement régional Astana (QG Karaganda) - nord du pays
- Commandement régional de l'Est (QG Semeï)
- Commandement régional de l'Ouest (QG Atyraou)
- Commandement régional du Sud (QG Taraz).

#### Garde républicaine

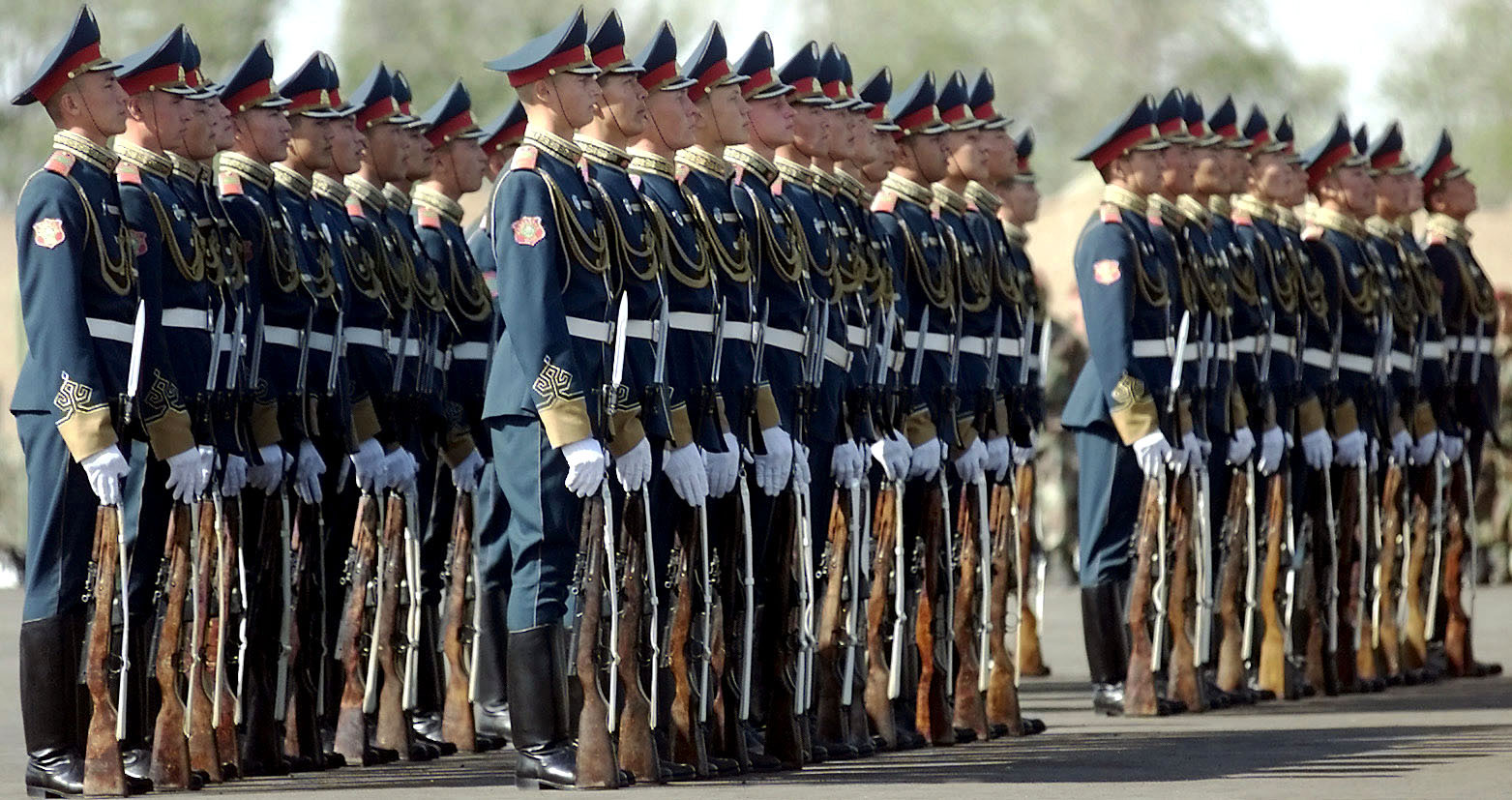
Garde républicaine kazakhe.

### Équipement individuel
- Fusil d'assaut AK-74 (fusil d'assaut standard) ;

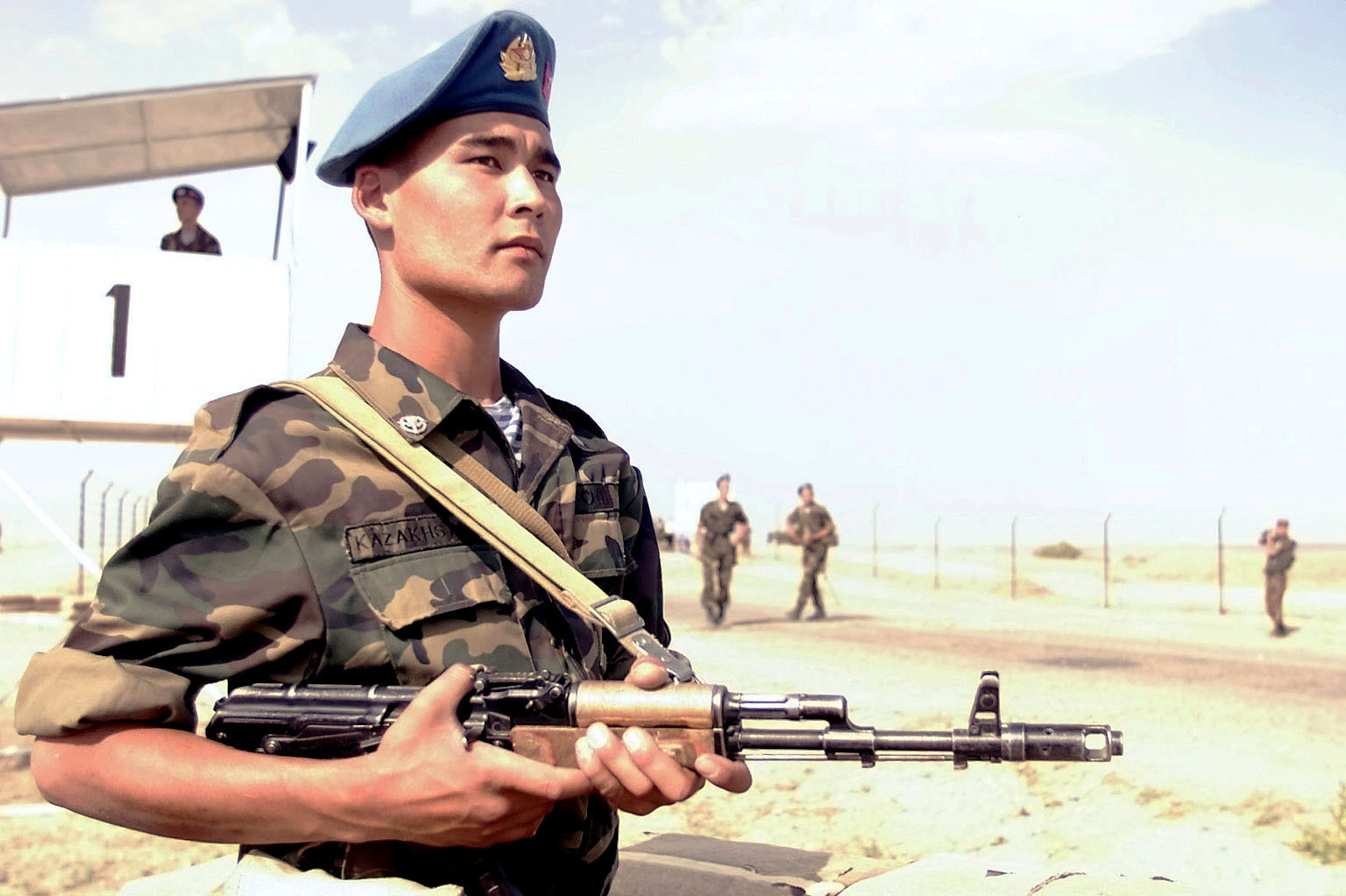
Parachutiste kazakh en 2000.

- Fusil d'assaut AKM (réservistes) ;
- Pistolet mitrailleur PP-90M1 (forces spéciales) ;
- Pistolet Makarov PM ;
- Fusil mitrailleur RPK-74 ;
- Fusil de précision SVD ;
- Mitrailleuse PKM ;
- Mitrailleuse Petcheneg (forces spéciales) ;
- Fusil d'assaut Beretta ARX 160 (forces spéciales).

### Force aérienne et défense anti-aérienne

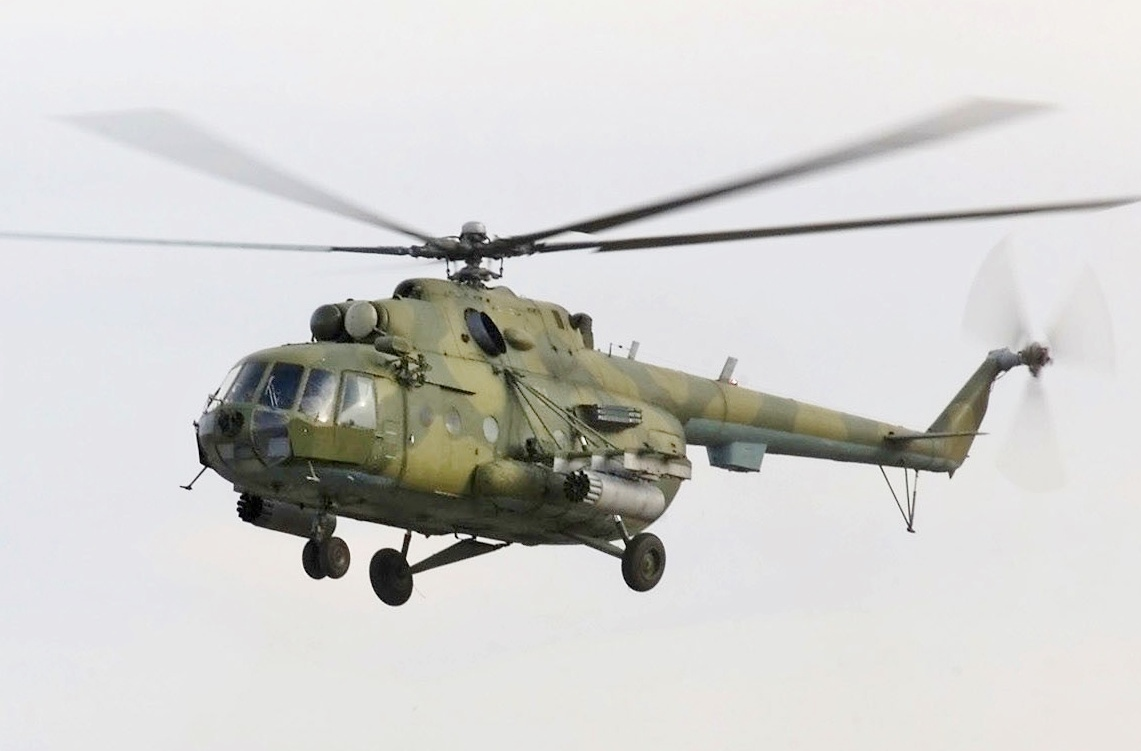
Hélicoptère Mil Mi-8 de l'armée de l'air kazakhe.

La force aérienne (12 000 hommes en incluant la défense aérienne) aligne [Quand ?] entre autres 39 Mikoyan-Gourevitch MiG-29, 42 Mikoyan-Gourevitch MiG-31, 18 Soukhoï Su-27 Flanker et 40 Soukhoï Su-24, et en date de décembre 2018, 12 Soukhoï Su-30  ainsi que d'autres aéronefs destinés aux transports de VIP (Tupolev Tu-134, Airbus A320, Boeing 757, CASA C-295...). Elle est l’héritière des six régiments de la 24e division aérienne de chasseurs-bombardiers soviétiques stationnés au Kazakhstan au moment de la dissolution de l'URSS et dispose au moins de quatre bases (Jetyguen, Chimkent, Taldykourgan et Karaganda). Composée d'une division, ses pilotes volent en moyenne 100 heures par an.
avion de combat 
Les chiffres ci dessous sont les chiffres de 2022
| Aéronefs                  | Version            | Origine                   | Type                                    | En service 2009  | En service en 2023 |
| Avions de combat          | Avions de combat   | Avions de combat          | Avions de combat                        | Avions de combat | Avions de combat   |
| ------------------------- | ------------------ | ------------------------- | --------------------------------------- | ---------------- | ------------------ |
| Mikoyan-Gourevitch MiG-23 | Mig-23UB           | Union soviétique          | Avion de chasse                         | N/C              | 2                  |
| Mikoyan-Gourevitch MiG-25 |                    | Union soviétique          | Avion d'interception                    | 16               | 0                  |
| Mikoyan-Gourevitch MiG-27 | Mig-27             | Union soviétique          | Chasseur-bombardier                     | N/C              | 12                 |
| Mikoyan-Gourevitch MiG-29 | Mig-29 Mig-29UB    | Union soviétique          | Avion multirôle                         | 39               | 12 2               |
| Mikoyan-Gourevitch MiG-31 | Mig-31 Mig-31BM    | Union soviétique - Russie | Avion de chasse                         | 42               | 31                 |
| Soukhoï Su-24             |                    | Union soviétique          | Bombardier                              | 26               |                    |
| Soukhoï Su-25             | Su-25 Su-25UB      | Union soviétique          | Avion d'attaque au sol                  | 14               | 12 2               |
| Soukhoï Su-27             | Su-27 Su-27UB      | Union soviétique          | Avion multirôle                         | 25               | 20 4               |
| Soukhoï Su-30             | Su-30SM            | Union soviétique - Russie | Avion multirôle                         | 0                | 23                 |
| Autres aéronefs           |                    |                           |                                         |                  |                    |
| An-30 Clank               |                    | Union soviétique          | Avion de cartographie et reconnaissance | N/C              | 1                  |
| An-12 Cub                 |                    | Union soviétique          | Avion de transport militaire moyen      | N/C              | 2                  |
| An-26 Curl                |                    | Union soviétique          | Avion de transport militaire léger      | N/C              | 6                  |
| An-72 Coaler              |                    | Union soviétique          | Avion de transport militaire léger      | N/C              | 2                  |
| C295                      |                    | Union européenne          | Avion de transport militaire léger      | 0                | 8                  |
| Tu-134 Crusty             |                    | Union soviétique          | Avion de transport militaire léger      | 2                | 2                  |
| Tu-154                    |                    | Union soviétique          | Avion de ligne                          | 1                | 1                  |
| L-39 Albatros             |                    | République tchèque        | Avion d'entrainement                    | 12               | 17                 |
| Zlín Z 42                 |                    | République tchèque        | Avion d'entrainement                    | N/C              | 2                  |
| Hélicoptères              |                    |                           |                                         |                  |                    |
| Mil Mi-24                 | Mi-24V Mi-35M      | Union soviétique Russie   | Hélicoptère d'attaque                   | 40               | 20                 |
| Mil Mi-8                  | Mi-8 Hip           | Union soviétique          | Hélicoptère polyvalent                  | 50               | N/C                |
| Mil Mi-17                 | Mi-27V-5 Mi-17Sh   | Union soviétique Russie   | Hélicoptère polyvalent                  | 20               | 20 6               |
| Mi-26                     |                    | Union soviétique Russie   | Hélicoptère de transport lourd          | 0                | 4                  |
| Bell-205                  |                    | États-Unis                | Hélicoptère de transport léger          | 6                | 4                  |
| H145                      |                    | Union européenne          | Hélicoptère polyvalent                  | 0                | 8                  |
| Drones                    |                    |                           |                                         |                  |                    |
| Wing Loong                |                    | Chine                     | Drone de reconnaissance et d'attaque    | 0                | 2                  |
| Armements                 |                    |                           |                                         |                  |                    |
| Vympel R-27               | R-27T R-27ER R-27R | Union soviétique          | Missile air-air moyenne portée          | N/C              | N/C                |
| Vympel R-60               |                    | Union soviétique          | Missile air-air courte portée           | N/C              | N/C                |
| Vympel R-73               |                    | Union soviétique Russie   | Missile air-air courte portée           | N/C              | N/C                |
| Vympel R-77               |                    | Russie                    | Missile air-air longue portée BVR       | N/C              | N/C                |
| Kh-25                     |                    | Union soviétique          | Missile air-sol                         | N/C              | N/C                |
| Kh-29                     |                    | Union soviétique          | Missile air-sol                         | N/C              | N/C                |
| Kh-27                     |                    | Union soviétique Russie   | Missile air-sol                         | N/C              | N/C                |
| Kh-58                     |                    | Union soviétique Russie   | Missile anti radar                      | N/C              | N/C                |
| Défense aérienne          |                    |                           |                                         |                  |                    |
| S-200                     |                    | Union soviétique          | Missile sol-air longue portée           | N/C              | 2                  |
| S-300                     | PS                 | Union soviétique          | Missile sol-air longue portée           | N/C              | 40                 |
| 9K37 Bouk                 | Bouk-M2E           | Union soviétique          | Missile sol-air moyenne portée          | N/C              | 3                  |
| S-75 Dvina                | S-75M              | Union soviétique          | Missile sol-air moyenne portée          | 100              | 12                 |
| 2K12 Koub                 |                    | Union soviétique          | Missile sol-air moyenne portée          | 20               | N/C                |
| 2K11 Kroug                |                    | Union soviétique          | Missile sol-air longue portée           | 27               | 0                  |
| S-125                     | S-125-1T           | Union soviétique          | Missile sol-air courte portée           | N/C              | 3                  |
| 9K35 Strela-10            |                    | Union soviétique          | Missile sol-air courte portée           | N/C              | N/C                |

### Forces navales
Établie le 7 mai 2003 par décret présidentiel, les forces navales kazakhes (3 000 hommes) sont constituées de 14 patrouilleurs, opérant sur la mer Caspienne. Base navale d'Aktaou (mer Caspienne).

#### Aviation navale
Elle dispose actuellement de :
- 6 avions de chasse monoplace russe Soukhoï Su-27
- 12 hélicoptère d'attaque russe Mil Mi-24

## Organigramme (armée de terre)

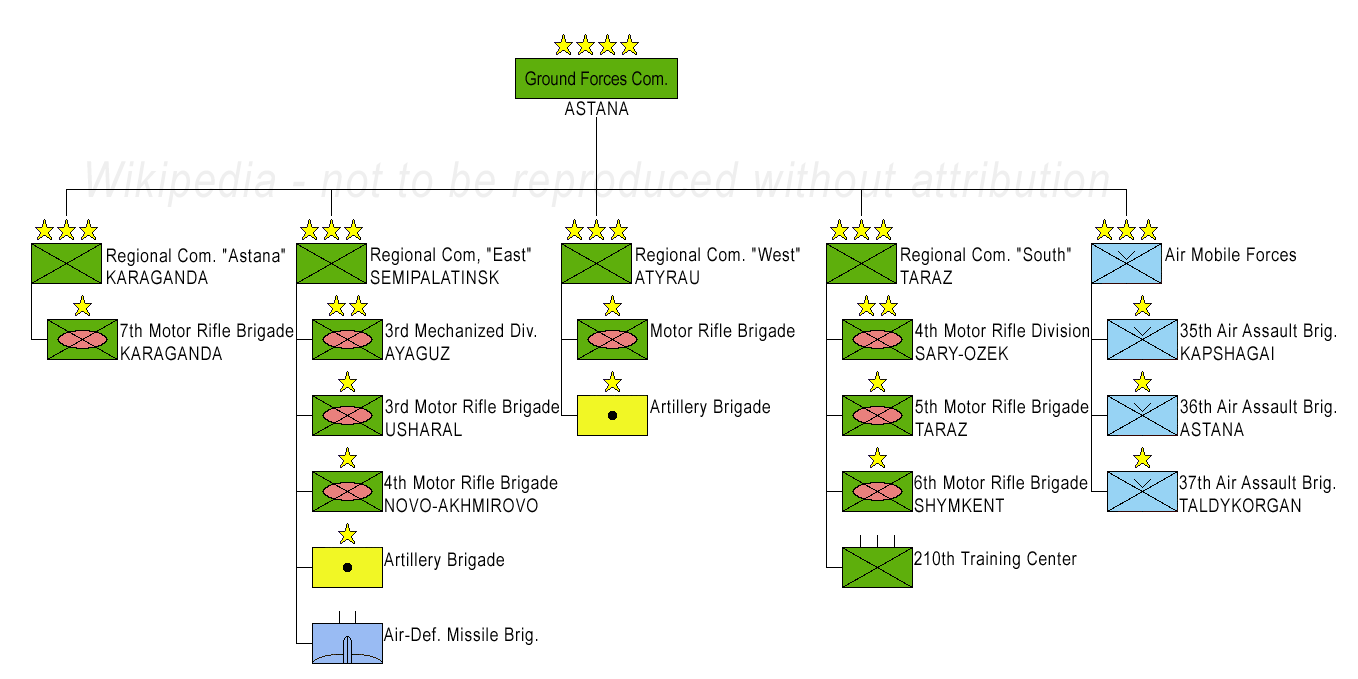
(cliquer pour agrandir).